# Gegenreformation

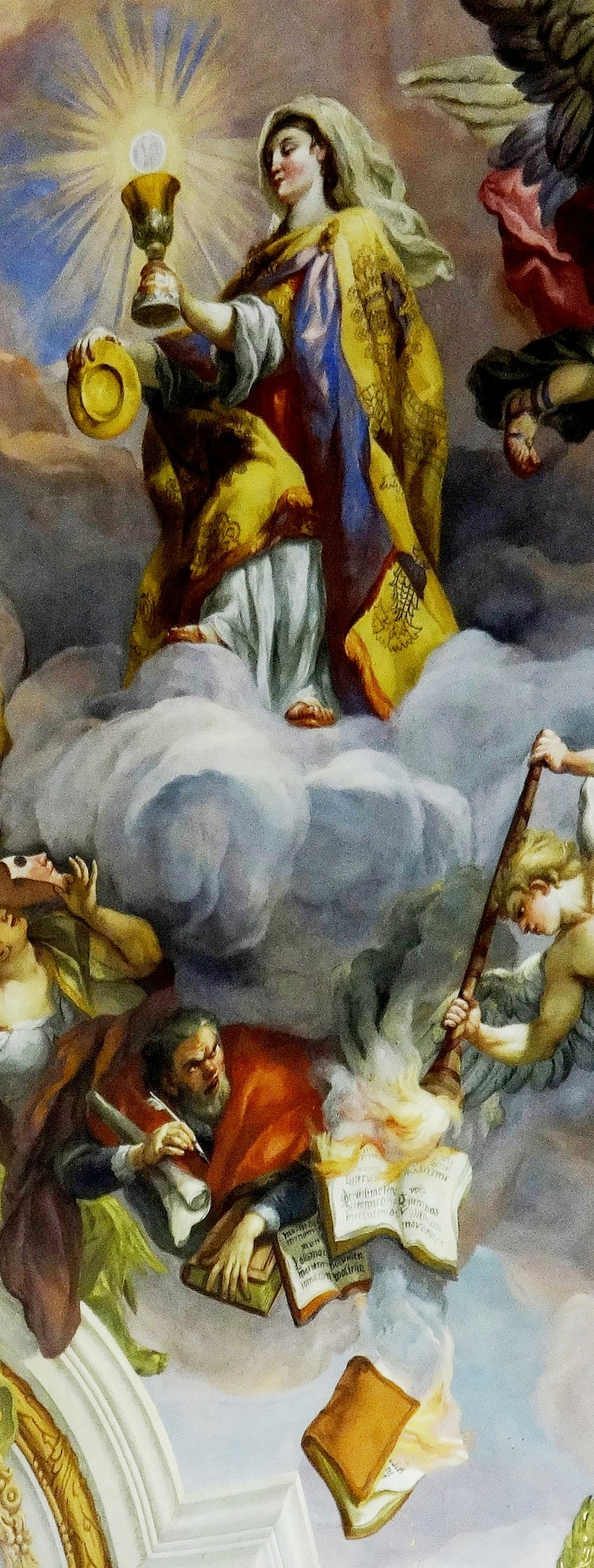
Johann Michael Rottmayr (1729): Der katholische Glaube besiegt die protestantischen Häresien; Wiener Karlskirche, Kuppelfresko, Ausschnitt

Als Gegenreformation wird allgemein – im Anschluss an den protestantischen Historiker Leopold von Ranke – die Reaktion der römisch-katholischen Kirche auf die von Martin Luther in Wittenberg ausgehende Reformation bezeichnet. Sie spielte sich im Bereich der Theologie und der Kirchen ab und blieb nur formal auf geistige Auseinandersetzungen beschränkt. Denn in der weltlichen Politik versuchte die katholische Kirche offensiv oder repressiv die Rekatholisierung protestantischer Regionen mit Hilfe des katholischen Kaisers und abhängiger Herrscher durchzusetzen.

## Kirchlich bestimmte Machtpolitik
Der Begriff Gegenreformation bezeichnet einen Prozess in der Geschichte der römisch-katholischen Kirche, die im Zuge des Konzils von Trient seit etwa 1545 versuchte, den sich sowohl theologisch als auch politisch und institutionell etablierenden Protestantismus, auch gewaltsam mit Hilfe des von ihr gestützten katholischen habsburgischen Kaisers, zurückzudrängen (siehe Katholische Reform), nachdem die theologische Argumentation beendet war. Die Maßnahmen des Katholizismus erstreckten sich sowohl auf den kirchenpolitischen als auch auf den weltlichen politischen Bereich und umfassten Maßnahmen der Rekatholisierung protestantisch dominierter Territorien. Sie führten im Zusammenspiel mit einer Reihe weiterer Faktoren zum Ausbruch des Dreißigjährigen Krieges.
Der Prozess der Gegenreformation reichte bis ins 18. Jahrhundert. Ihre Mittel waren die Bekämpfung protestantischer Machthaber und Länder, Diplomatie, staatliche Repression und missionarische Rekatholisierung. Eine wichtige Rolle in der gegenreformatorischen Propaganda (von lat. propaganda fidei, zur Verbreitung des Glaubens) spielte auch die Kunst (barocker Kirchenbau, Laien- und Barocktheater, Malerei, Musik) und die Marienverehrung.

## Bezeichnung
Der Begriff Gegen-Reformation als Bezeichnung einer von der katholischen Kirche ausgehenden Bewegung ist umstritten. Grund ist die Vielzahl von Erneuerungsbewegungen innerhalb der katholischen Kirche als Antwort auf die Reformation, die durchaus auch eine innere Kirchenerneuerung anstrebten. Laut der Enzyklopädie der Neuzeit gibt es noch keinen Konsens über einen Begriff, der sowohl die innerkatholischen Reformbemühungen des 16. Jahrhunderts (katholische Reform) als auch den Versuch umfassend kennzeichnen würde, das verlorene politisch-gesellschaftliche Terrain zurückzugewinnen (Rekatholisierung). Mitunter ist deswegen von „katholischer Konfessionalisierung“ die Rede.

## Begriffsgeschichte
Den Ausdruck Gegenreformation führte 1776 der Göttinger Jurist Johann Stephan Pütter in die Literatur ein. Darunter verstand er „die gewaltsame Rückführung von Protestanten zur katholischen Religionsausübung“. Die Verwendung des Begriffes Gegenreformation im Sinne eines Zeitalters prägte 1889 Moriz Ritter; er dehnte ihren Zeitraum bis zum Dreißigjährigen Krieg aus. Allerdings war es schon Leopold von Ranke, der 1843 vom „Zeitalter der Gegenreformation“ unter Berücksichtigung der tiefgreifenden katholischen Bewegung sprach. Ranke ist bereits die innerkirchliche Reformbewegung bewusst gewesen, die Wilhelm Maurenbrecher schließlich als „katholische Reformation“ bezeichnete. Durch die Kritik insbesondere von Hermann Baumgarten und in weitaus stärkerem Maße von Hubert Jedin wurde dieser Begriff durch den der Katholischen Reform ersetzt.
Der Begriff setzte sich nur langsam durch, weil hierbei konfessionelle Vorbehalte geltend gemacht wurden. Ein Teil der katholischen Historiker lehnte die beiden Ausdrücke entschieden ab, da sie ihnen Werturteile zugunsten des Protestantismus zu enthalten schienen, andere suchten einen Ausgleich, indem sie zwischen katholischer Selbstreform und politischer Gegenreformation unterschieden und als Epochenbezeichnung „Zeitalter der Glaubensspaltung“ (1517–1555) und „Zeitalter des konfessionellen Absolutismus“ (1555–1648) gebrauchten. In der modernen Geschichtswissenschaft wird dafür der von Wolfgang Reinhard und Heinz Schilling eingeführte Begriff „Konfessionalisierung“ verwendet.

## Entwicklung der Gegenreformation

### Klerus

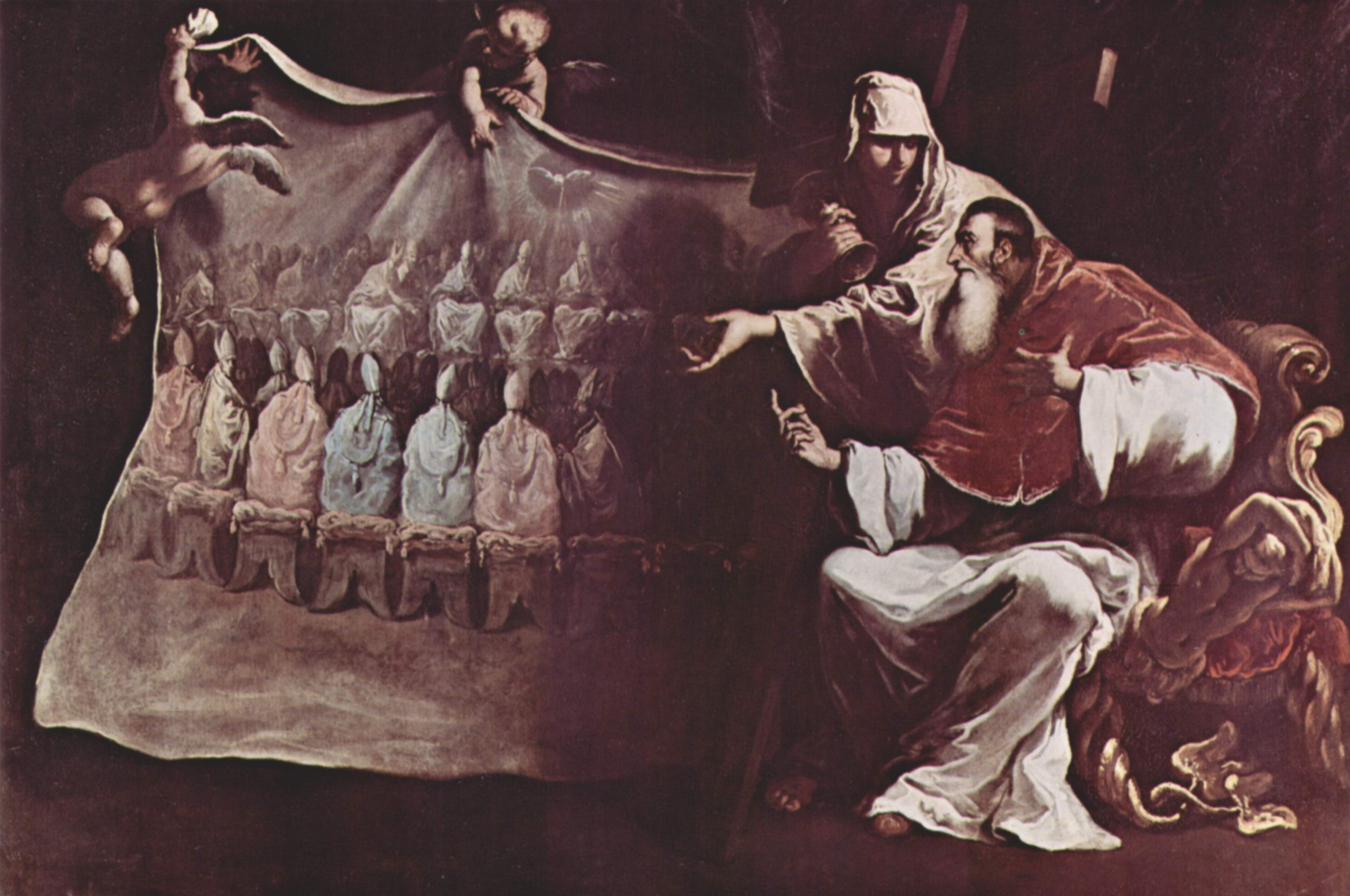
Sebastiano Ricci: Papst Paul III. beseelt vom Glauben an das Konzil von Trient, Öl auf Leinwand, 1688

Vorreiter der Gegenreformation ist der im Jahre 1534 durch Ignatius von Loyola gegründete Jesuitenorden. Überhaupt hatten die Jesuiten, die von Papst Gregor XIII. entschieden gefördert wurden (siehe auch Reformpapsttum), bedeutsamen Anteil an der Gegenreformation in Europa. Den Ausgangspunkt der Gegenreformation bildete das Konzil von Trient (von 1545 bis 1563 mit Unterbrechungen). Es betonte die dogmatischen und liturgischen Differenzen zum Protestantismus und nahm sich der gravierendsten Missstände in der damaligen katholischen Kirche an (Bestimmungen über die Priesterausbildung und Beseitigung von Pfründen- und Ablassmissbrauch).

### Bußbruderschaften
Als Reaktion auf die Reformation entstanden in den Jahren nach dem Trienter Konzil in der Provence, und hier vor allem in der Stadt Avignon, zahlreiche ultrakonservative Bußbruderschaften, beispielsweise die – nach der Farbe ihrer Gewänder benannten – „Grauen Büßer“ (Pénitents gris), „Weißen Büßer“ (Pénitents blancs), „Schwarzen Büßer“ (Pénitents noirs) oder „Blauen Büßer“ (Pénitents bleus); selbst „Violette Büßer“ und „Rote Büßer“ gab es. In Andalusien, aber auch in anderen Regionen im Süden der Iberischen Halbinsel, sind derartige Bruderschaften (vor allem im Rahmen der Karwoche) immer noch aktiv.